# Ланкійська англійська мова
Ланкійська англійська мова або Цейлонська англійська мова — англійська мова, якою розмовляють на Шрі-Ланці. Належить до сімейства південно-азійських діалектів англійської. Ця мова є третьою по популярності у Шрі-Ланці, після сингальської та тамільської мов, нею розмовляє невелика кількість населення, проте в більшості випадків це еліта — видатні люди у соціальному, політичному, комерційному та культурному житті країни. Різноманітність англійської мови, якою розмовляє ця група, зазвичай називають стандартною англійською мовою Шрі-Ланки, вона залишається близькою до британського стандарту, з якого вона виникло в колоніальні часи. Ряд нестандартних різновидів говорять інші з різним ступенем білінгвізму англійською та сингальською або тамільською мовами.

## Офіційний статус
Згідно з конституцією Шрі-Ланки, англійська має офіційний статус мови міжетнічного спілкування. Англійська використовується для повсякденного спілкування близько 10% населення. Вона також використовується в офіційних документах і комерційній сфері. Рідним її вважають близько 74 000 чоловік, що проживають в основному у містах.

## Історія заснування та поширення
Припускається що коріння цейлонської англійської мови починаються у 1796 році, разом із початком британського панування над морськими провінціями острова, відомого тоді як Цейлон. Проте насправді почалося все це близько 150 років тому, коли захоплені британські мореплавці, приурочені до віддалених сіл в королівстві острова Кандіан, почали користуватися Шрі-ланкійськими термінами для спілкування про повсякденні речі.
Один з цих моряків, син капітана на ім'я Роберт Нокс, зумів втекти з королівства в 1679 році, після дев'ятнадцяти років неволі. Повернувшись до Лондона наступного року, Нокс познайомився з Робертом Гуком, тодішнім секретарем Королівського товариства, який допоміг йому у вдосконаленні рукопису, що перший в англійській мові містить запис про острів Цейлон.
«An Historical Relation of Ceylon» Нокса, опублікована у вересні 1681 року, заклала основу для ланкійсько англійської. Ця популярна книга представила англійським читачам багато екзотичних слів Шрі-Ланкійського походження. Використання деяких з цих слів, таких як dissava, kittul і kurakkan, залишиться обмеженим лише островом. Іншим, такими як gaur і toran, користувалися більше людей. Слова як bo-tree, Buddha, puja, rattan, rillow, Vedda та wanderoo які досягли міжнародного застосування. Всі ці слова та багато інших в кінцевому підсумку опинилися в Оксфордському словнику англійської мови.

## Хибні уявлення
10 березня 2017 року на сайті Daily News з'явилося цікаве повідомлення від людини Шрі-лаекійського походження, яка народилася у селі, де розмовляли виключно сингальською. Проте вона змогла вивчити англійську та вчитися у Великій Британії. З цього тексту вbgkbdf':
- Шрі-ланкійці говорять із акцентом, що більше схожий на англійський, порівняно із іншими носіями цієї мови
- На ланкійській англійській мові розмовляє не тільки еліта
- В основному (це трапляється достатньо рідко) «еліта» не вживає жаргонів, а говорить чистою англійською